# Tomujärvi
Tomujärvi är en sjö i Gällivare kommun i Lappland och ingår i Kalixälvens huvudavrinningsområde. Tomujärvi ligger i Lina fjällurskog Natura 2000-område.